# توتک (مروست)
توتک، روستایی در دهستان توتک بخش ایثار شهرستان مروست در استان یزد ایران است. این روستا، مرکز دهستان توتک است.

## جمعیت
بر پایه سرشماری عمومی نفوس و مسکن در سال ۱۳۹۵، جمعیت این روستا برابر با ۴۲۰ نفر (۱۱۸ خانوار) بوده‌است.